# Nanna Koerstz Madsen
Nanna Koerstz Madsen (født 23. oktober 1994 i Smørum) er en dansk professionel golfspiller. Hun deltog for Danmark ved sommer-OL 2016 i Rio og i Tokyo i 2020. I 2022 vandt hun Honda LGPA Classic i Thailand og blev den første dansker til at vinde en LPGA-/PGA-turnering.

## Tidlige karriere
Nanna Koerstz Madsen startede med at spille golf i Smørum Golfklub i 2004 som 10-åring. Hun deltog i sin første pigeturnering i 2007 som 12 åring. I år 2008 blev hun udtaget til det danske landshold. Hun vandt DM for juniorer både i 2009 og 2010 og i 2012 vandt hun DM i hulspil for seniorer. Nanna Koerstz Madsen er 1½ år ældre end ungdomsveninden Emily Kristine Pedersen som hun fik et godt kammeratskabet til i Smørum Golfklub. De to spillere fulgtes ad op gennem ungdomsårene og i Smørum Golfklub blev de ofte omtalt som ”the twins” (tvillingerne).
Efterfølgende er listet Nanna Koerstz Madsens placering på DGU’s Junior Ranglisten for piger baseret på de turneriger, som hun deltog i junior-årene.
| År   | Ranglisteplacering | Antal turneringer | Bedste placering | Top 10 placeringer | Bemærkninger                             |
| ---- | ------------------ | ----------------- | ---------------- | ------------------ | ---------------------------------------- |
| 2007 | T94                | 1                 | 11               | 0                  | [ 2 ]                                    |
| 2008 | 25                 | 12                | 2                | 9                  | [ 3 ]                                    |
| 2009 | 7                  | 16                | 1                | 15                 | 3 turneringssejre, herunder Junior DM    |
| 2010 | 3                  | 17                | 1                | 16                 | 3 turneringssejre, herunder Junior DM    |
| 2011 | 7                  | 10                | 2                | 8                  | [ 6 ]                                    |
| 2012 | 2                  | 13                | 1                | 9                  | 3 turneringssejre, herunder DM i hulspil |

## Amatør tiden
I 2013 vandt Nanna Koerstz Madsen Danmarksmesterskabet i slagspil.
Nanna Koerstz Madsen blev student fra Egedal Gymnasium og HF i sommeren 2014, hvorefter hun startede på University of South Carolina. Ved overgangen til den amerikanske universitetstilværelse udtalte hun, at planerne var muligvis at blive professionel på et eller andet tidspunkt i 2015. 2 måneder efter starten på University of South Carolina meddelte Nanna Koerstz Madsen, at hun ville vende hjem til Danmark på grund af de dårligere muligheder for træning i USA. I løbet af de 2 måneder på college havde Nanna Koerstz Madsen ellers taget alle med storm og sikret University of South Carolina deres hidtidige bedste start på en sæson.
På den kombinerede Titleist damer/juniorpiger rangliste der rangerer den danske amatørelite, der primært spiller turneringer i Danmark, viser nedenstående tabel Nanna Koerstz Madsens placering gennem amatørkarrieren.
| År   | Ranglisteplacering | Antal tællende runder | Bemærkninger |
| ---- | ------------------ | --------------------- | ------------ |
| 2008 | 74                 | 1                     | [ 10 ]       |
| 2009 | 60                 | 2                     | [ 11 ]       |
| 2010 | 9                  | 11                    | [ 12 ]       |
| 2011 | 8                  | 10                    | [ 13 ]       |
| 2012 | 4                  | 12                    | [ 14 ]       |
| 2013 | 1                  | 21                    | [ 15 ]       |
| 2014 | 1                  | 7                     | [ 16 ]       |

Efter 2014 sæsonen (afsluttet 8. september) sluttede Nanna Koerstz Madsen på førstepladsen på den europæiske amatørrangliste, der er baseret på World Amateur Golf Ranking.

### Danmarksturneringen for hold
Nanna Koerstz Madsen debuterede på Smørum Golfklubs første dameseniorhold i 2009 som 14 åring og har spillet fast på holdet lige siden, hvor hun har spillet både single og foursomes. I 2010 blev hun parret med sin senere faste makker Emily Kristine Pedersen. Dette par har spillet 28 kampe sammen til og med 2014 sæsonen. De har vundet de 27 kampe og spillet 1 kamp uafgjort, hvilket betyder at parret er ubesejret i danmarksturneringen.
Med Nanna Koerstz Madsen og Emily Kristine Pedersen på holdet har Smørum Golfklub vundet Danmarksmesterskabet i 2010, 2011, 2013 og 2014. I 2012 var Smørum Golfklub også i DM finalen, der efter et uafgjort resultat blev afgjort på omspil mellem Emily Kristine Pedersen og Nicole Brock Larsen. Nicole Brock Larsen og dermed Hillerød vandt på det 4. omspilshul. Smørum Golfklub genvandt Danmarksmesterskabet i 2014 uden hverken Nanna Koerstz Madsen eller Emily Kristine Pedersen på holdet i finaleweekenden. Emily Kristine Pedersen var optaget af at spille Junior Ryder Cup og Nanna Koerstz Madsen havde startet hendes collagekarriere i USA.
Efterfølgende er listet Nanna Koerstz Madsens kampe i Danmarksturneringen for hold.
| Danmarksturneringen for hold | Danmarksturneringen for hold | Danmarksturneringen for hold | Danmarksturneringen for hold | Danmarksturneringen for hold | Danmarksturneringen for hold | Danmarksturneringen for hold | Danmarksturneringen for hold                           | Danmarksturneringen for hold |
| År                           | Dato                         | Turnering                    | Modstander hold              | Resultat hold                | Format                       | Makker                       | Modstander                                             | Resultat                     |
| ---------------------------- | ---------------------------- | ---------------------------- | ---------------------------- | ---------------------------- | ---------------------------- | ---------------------------- | ------------------------------------------------------ | ---------------------------- |
| 2009                         | 16. maj                      | 1. division Øst, pulje 2     | Roskilde                     | Vundet (6 - 3)               | Single                       |                              | Dorte Pyll Truesen                                     | Vundet (2/1)                 |
| 2009                         | 17. maj                      | 1. division Øst, pulje 2     | Sorø                         | Vundet (7 - 2)               | Single                       |                              | Louise Ferslev                                         | Vundet (4/3)                 |
| 2009                         | 6. juni                      | 1. division Øst, pulje 2     | Hedeland                     | Vundet (6 - 3)               | Single                       |                              | Henriette Krøyer                                       | Vundet (7/6)                 |
| 2009                         | 7. juni                      | 1. division Øst, pulje 2     | Roskilde                     | Vundet (9 - 0)               | Single                       |                              | Mette Kirketerp                                        | Vundet (4/2)                 |
| 2009                         | 8. august                    | 1. division Øst, pulje 2     | Hedeland                     | Vundet (5 - 4)               | Single                       |                              | Christine Lindeblad                                    | Vundet (6/4)                 |
| 2009                         | 9. august                    | 1. division Øst, pulje 2     | Sorø                         | Vundet (5 - 4)               | Single                       |                              | Henriette Nielsen                                      | Vundet (2/1)                 |
| 2009                         | 13. september                | Oprygningskamp               | Skovlunde/Herlev             | Vundet (8 - 1)               | Single                       |                              | Amalie Schøtt Munck                                    | Vundet (2/1)                 |
| 2010                         | 1. maj                       | Elitedivisionen Øst          | Rungsted                     | Vundet (8 - 4)               | Single                       |                              | Lisbeth Meincke                                        | Tabt (3/1)                   |
| 2010                         | 1. maj                       | Elitedivisionen Øst          | Rungsted                     | Vundet (8 - 4)               | Foursome                     | Lotte Nørskov                | Anne-Mette Milner – Charlotte Milner                   | Vundet (1 hul)               |
| 2010                         | 2. maj                       | Elitedivisionen Øst          | Asserbo                      | Tabt (5-7)                   | Single                       |                              | Julie Wanning Tvede                                    | Vundet (3/2)                 |
| 2010                         | 2. maj                       | Elitedivisionen Øst          | Asserbo                      | Tabt (5-7)                   | Foursome                     | Lotte Nørskov                | Julie Wanning Tvede – Mette B. Nielsen                 | Tabt (5/4)                   |
| 2010                         | 5. juni                      | Elitedivisionen Øst          | Hillerød                     | Vundet (10 - 2)              | Single                       |                              | Anne Larsson                                           | Tabt (3/2)                   |
| 2010                         | 5. juni                      | Elitedivisionen Øst          | Hillerød                     | Vundet (10 - 2)              | Foursome                     | Emily Kristine Pedersen      | Camilla Søborg – Stine Dam Mikkelsen                   | Vundet (6/4)                 |
| 2010                         | 6. juni                      | Elitedivisionen Øst          | Asserbo                      | Vundet (10 - 2)              | Single                       |                              | Carina Vagner                                          | Tabt (1 hul)                 |
| 2010                         | 6. juni                      | Elitedivisionen Øst          | Asserbo                      | Vundet (10 - 2)              | Foursome                     | Emily Kristine Pedersen      | Mette Brandt Nielsen – Julie Wanning Tvede             | Vundet (5/4)                 |
| 2010                         | 7. august                    | Elitedivisionen Øst          | Hillerød                     | Tabt (3-9)                   | Single                       |                              | Karen Margrethe Juul                                   | Uafgjort                     |
| 2010                         | 7. august                    | Elitedivisionen Øst          | Hillerød                     | Tabt (3-9)                   | Foursome                     | Charlotte Kring Lorentzen    | Anne Larsson – Marie Louise Juul                       | Tabt (2 huller)              |
| 2010                         | 8. august                    | Elitedivisionen Øst          | Rungsted                     | Vundet (12 - 0)              | Single                       |                              | Anne-Mette Milner                                      | Vundet (4/2)                 |
| 2010                         | 8. august                    | Elitedivisionen Øst          | Rungsted                     | Vundet (12 - 0)              | Foursome                     | Charlotte Kring Lorentzen    | Lisbeth Meincke – Ann Sofi Eklund Schou                | Vundet (7/6)                 |
| 2010                         | 11. september                | DM semifinale                | Sønderjyske Eagles           | Vundet (9 - 3)               | Single                       |                              | Sarah Abercromby                                       | Vundet (6/5)                 |
| 2010                         | 11. september                | DM semifinale                | Sønderjyske Eagles           | Vundet (9 - 3)               | Foursome                     | Emily Kristine Pedersen      | Helene Hviid Jørgensen – Sarah Abercromby              | Vundet (2/1)                 |
| 2010                         | 12. september                | DM finale                    | Hillerød                     | Vundet (9 - 3)               | Single                       |                              | Mianne Bagger                                          | Tabt (3/2)                   |
| 2010                         | 12. september                | DM finale                    | Hillerød                     | Vundet (9 - 3)               | Foursome                     | Emily Kristine Pedersen      | Nicole Broch Larsen – Karen Margrethe Juul             | Vundet (3/2)                 |
| 2011                         | 30. april                    | Elitedivisionen Øst          | Asserbo                      | Vundet (8 - 4)               | Single                       |                              | Henriette Nielsen                                      | Tabt (3/2)                   |
| 2011                         | 30. april                    | Elitedivisionen Øst          | Asserbo                      | Vundet (8 - 4)               | Foursome                     | Emily Kristine Pedersen      | Karen Marie Bertelsen – Pernille Nystrøm               | Vundet (6/5)                 |
| 2011                         | 1. maj                       | Elitedivisionen Øst          | Hillerød                     | Vundet (9 - 3)               | Single                       |                              | Nicole Broch Larsen                                    | Uafgjort                     |
| 2011                         | 1. maj                       | Elitedivisionen Øst          | Hillerød                     | Vundet (9 - 3)               | Foursome                     | Emily Kristine Pedersen      | Marie Louise Juul – Annesofie Krogsaa                  | Vundet (6/5)                 |
| 2011                         | 6. august                    | Elitedivisionen Øst          | Asserbo                      | Uafgjort (6 - 6)             | Single                       |                              | Carina Vagner                                          | Vundet (1 hul)               |
| 2011                         | 6. august                    | Elitedivisionen Øst          | Asserbo                      | Uafgjort (6 - 6)             | Foursome                     | Heidi Sylvest                | Carina Vagner – Mira Arpe Bendevis                     | Tabt (5/4)                   |
| 2011                         | 7. august                    | Elitedivisionen Øst          | Hillerød                     | Vundet (9 - 3)               | Single                       |                              | Marie Louise Juul                                      | Vundet (2/1)                 |
| 2011                         | 7. august                    | Elitedivisionen Øst          | Hillerød                     | Vundet (9 - 3)               | Foursome                     | Charlotte Kring Lorentzen    | Karen Margrethe Juul – Marie Louise Juul               | Uafgjort                     |
| 2011                         | 10. september                | DM semifinale                | Sønderjyske Eagles           | Vundet (8 - 4)               | Single                       |                              | Christine Holm Skylvad                                 | Vundet (2 huller)            |
| 2011                         | 10. september                | DM semifinale                | Sønderjyske Eagles           | Vundet (8 - 4)               | Foursome                     | Emily Kristine Pedersen      | Jeanette Petersen – Christine Holm Skylvad             | Vundet (2/1)                 |
| 2011                         | 11. september                | DM finale                    | Vejle                        | Vundet (8 - 4)               | Single                       |                              | Stephanie Bertelsen                                    | Vundet (3/2)                 |
| 2011                         | 11. september                | DM finale                    | Vejle                        | Vundet (8 - 4)               | Foursome                     | Emily Kristine Pedersen      | Marie Høgh Kristensen – Christine Sofie Duschek-Hansen | Vundet (3/2)                 |
| 2012                         | 28. april                    | Elitedivisionen Vest         | Breinholtgård                | Vundet (9 - 3)               | Single                       |                              | Camilla Lund Kristensen                                | Vundet (2/1)                 |
| 2012                         | 28. april                    | Elitedivisionen Vest         | Breinholtgård                | Vundet (9 - 3)               | Foursome                     | Emily Kristine Pedersen      | Rikke Ahlmann Steckhahn Sørensen – Rikke Bernhard      | Vundet (5/4)                 |
| 2012                         | 29. april                    | Elitedivisionen Vest         | Sønderjylland                | Tabt (5-7)                   | Single                       |                              | Jeanette Petersen                                      | Vundet (2/1)                 |
| 2012                         | 29. april                    | Elitedivisionen Vest         | Sønderjylland                | Tabt (5-7)                   | Foursome                     | Emily Kristine Pedersen      | Marie Lund-Hansen – Jeanette Petersen                  | Vundet (1 hul)               |
| 2012                         | 4. august                    | Elitedivisionen Vest         | Vejle                        | Vundet (8 - 4)               | Single                       |                              | Christine Sofie Duschek-Hansen                         | Vundet (6/5)                 |
| 2012                         | 4. august                    | Elitedivisionen Vest         | Vejle                        | Vundet (8 - 4)               | Foursome                     | Emily Kristine Pedersen      | Christine Sofie Duschek-Hansen – Astrid Kofod Trudslev | Vundet (1 hul)               |
| 2012                         | 5. august                    | Elitedivisionen Vest         | Sønderjylland                | Vundet (9 - 3)               | Single                       |                              | Jeanette Petersen                                      | Vundet (2 huller)            |
| 2012                         | 5. august                    | Elitedivisionen Vest         | Sønderjylland                | Vundet (9 - 3)               | Foursome                     | Emily Kristine Pedersen      | Camilla Nissen – Christine Holm Skylvad                | Vundet (5 - 4)               |
| 2012                         | 1. september                 | DM semifinale                | Asserbo                      | Vundet (8 - 4)               | Single                       |                              | Mira Arpe Bendevis                                     | Vundet (4/2                  |
| 2012                         | 1. september                 | DM semifinale                | Asserbo                      | Vundet (8 - 4)               | Foursome                     | Emily Kristine Pedersen      | Louise Wanning Tvede – Mira Arpe Bendevis              | Vundet (2 huller)            |
| 2012                         | 2. september                 | DM finale                    | Hillerød                     | Uafgjort                     | Single                       |                              | Nicole Broch Larsen                                    | Tabt (2 huller)              |
| 2012                         | 2. september                 | DM finale                    | Hillerød                     | Uafgjort                     | Foursome                     | Emily Kristine Pedersen      | Anne Larsson – Camilla Søborg                          | Vundet (6/5)                 |
| 2013                         | 27. april                    | Elitedivisionen Øst          | Simon´s                      | Vundet (7 - 5)               | Single                       |                              | Joanne Clingan                                         | Vundet (6/5)                 |
| 2013                         | 27. april                    | Elitedivisionen Øst          | Simon´s                      | Vundet (7 - 5)               | Foursome                     | Emily Kristine Pedersen      | Monica V. Christiansen – Astrid Friborg                | Vundet (5/3)                 |
| 2013                         | 28. april                    | Elitedivisionen Øst          | Asserbo                      | Vundet (11 - 1)              | Single                       |                              | Julie Wanning Tvede                                    | Vundet (5/3)                 |
| 2013                         | 28. april                    | Elitedivisionen Øst          | Asserbo                      | Vundet (11 - 1)              | Foursome                     | Emily Kristine Pedersen      | Lisa Holm – Mira Arpe Bendevis                         | Vundet (6/5)                 |
| 2013                         | 25. maj                      | Elitedivisionen Øst          | Hillerød                     | Uafgjort                     | Single                       |                              | Iben Tinning                                           | Tabt (4/3)                   |
| 2013                         | 25. maj                      | Elitedivisionen Øst          | Hillerød                     | Uafgjort                     | Foursome                     | Emily Kristine Pedersen      | Iben Tinning – Fie Kjærgaard Olsen                     | Vundet (3/2)                 |
| 2013                         | 26. maj                      | Elitedivisionen Øst          | Simon´s                      | Vundet (8 - 4)               | Single                       |                              | Joanne Clingan                                         | Vundet (1 hul)               |
| 2013                         | 26. maj                      | Elitedivisionen Øst          | Simon´s                      | Vundet (8 - 4)               | Foursome                     | Emily Kristine Pedersen      | Monica V. Christiansen – Marie Louise Juul             | Vundet (4/3)                 |
| 2013                         | 3. august                    | Elitedivisionen Øst          | Hillerød                     | Vundet (7 - 5)               | Single                       |                              | Iben Tinning                                           | Tabt (3/2)                   |
| 2013                         | 3. august                    | Elitedivisionen Øst          | Hillerød                     | Vundet (7 - 5)               | Foursome                     | Emily Kristine Pedersen      | Nicole Broch Larsen – Iben Tinning                     | Vundet (3/1)                 |
| 2013                         | 4. august                    | Elitedivisionen Øst          | Asserbo                      | Tabt (5-7)                   | Single                       |                              | Julie Wanning Tvede                                    | Uafgjort                     |
| 2013                         | 4. august                    | Elitedivisionen Øst          | Asserbo                      | Tabt (5-7)                   | Foursome                     | Emily Kristine Pedersen      | Karen Fredgaard – Louise Wanning Anderson              | Vundet (6/5)                 |
| 2013                         | 31. august                   | DM semifinale                | Vejle                        | Vundet (7 - 5)               | Single                       |                              | Janneke Schiøler Andersen                              | Vundet (4/3)                 |
| 2013                         | 31. august                   | DM semifinale                | Vejle                        | Vundet (7 - 5)               | Foursome                     | Emily Kristine Pedersen      | Lise Eliasen – Linette Littau Dürr Holmslykke          | Vundet (3/2)                 |
| 2013                         | 1. september                 | DM finale                    | Odense                       | Vundet (8 - 4)               | Single                       |                              | Helene Hviid Jørgensen                                 | Vundet (3/2)                 |
| 2013                         | 1. september                 | DM finale                    | Odense                       | Vundet (8 - 4)               | Foursome                     | Emily Kristine Pedersen      | Mette Buus Beck – Sara Thye                            | Vundet (3/1)                 |
| 2014                         | 10. maj                      | Elitedivisionen Øst          | Sorø                         | Tabt (5-7)                   | Single                       |                              | Elisa Axelsen                                          | Tabt (2/1)                   |
| 2014                         | 10. maj                      | Elitedivisionen Øst          | Sorø                         | Tabt (5-7)                   | Foursome                     | Emily Kristine Pedersen      | Elisa Axelsen – Henriette Nielsen                      | Vundet (3/2)                 |
| 2014                         | 11. maj                      | Elitedivisionen Øst          | Hillerød                     | Uafgjort                     | Single                       |                              | Caroline Depping Christensen                           | Vundet (4/3)                 |
| 2014                         | 11. maj                      | Elitedivisionen Øst          | Hillerød                     | Uafgjort                     | Foursome                     | Emily Kristine Pedersen      | Caroline Depping Christensen – Stine Platou Mikkelsen  | Vundet (6/5)                 |
| 2014                         | 14. juni                     | Elitedivisionen Øst          | Simon´s                      | Tabt (5-7)                   | Single                       |                              | Marie Louise Juul                                      | Tabt (3/2)                   |
| 2014                         | 14. juni                     | Elitedivisionen Øst          | Simon´s                      | Tabt (5-7)                   | Foursome                     | Emily Kristine Pedersen      | Caroline Rasmussen – Dorte Jespersen                   | Vundet (5/3)                 |
| 2014                         | 15. juni                     | Elitedivisionen Øst          | Sorø                         | Vundet (11 - 1)              | Single                       |                              | Elisa Axelsen                                          | Vundet (3/2)                 |
| 2014                         | 15. juni                     | Elitedivisionen Øst          | Sorø                         | Vundet (11 - 1)              | Foursome                     | Emily Kristine Pedersen      | Elisa Axelsen – Henriette Nielsen                      | Uafgjort                     |
| 2014                         | 9. august                    | Elitedivisionen Øst          | Simon´s                      | Vundet (12 - 0)              | Single                       |                              | Marie Louise Juul                                      | Vundet (5/4)                 |
| 2014                         | 9. august                    | Elitedivisionen Øst          | Simon´s                      | Vundet (12 - 0)              | Foursome                     | Emily Kristine Pedersen      | Caroline Rasmussen – Dorte Jespersen                   | Vundet (3/2)                 |
| 2014                         | 10. august                   | Elitedivisionen Øst          | Hillerød                     | Vundet (8 - 4)               | Single                       |                              | Iben Tinning                                           | Vundet (2/1)                 |
| 2014                         | 10. august                   | Elitedivisionen Øst          | Hillerød                     | Vundet (8 - 4)               | Foursome                     | Emily Kristine Pedersen      | Caroline Depping Christensen – Nicole Broch Larsen     | Vundet (2/1)                 |

### Turneringer
Nedenstående skema oplister de turneringer, der tæller med på World Amateur Golf Ranking, dog undtaget professionelle turneringer.
| Turneringer        | Turneringer                                                     | Turneringer                    | Turneringer                      | Turneringer                              | Turneringer | Turneringer                                     |
| Dato               | Turnering                                                       | Nr.                            | Score                            | Bane                                     | Niveau      | Bemærkning                                      |
| ------------------ | --------------------------------------------------------------- | ------------------------------ | -------------------------------- | ---------------------------------------- | ----------- | ----------------------------------------------- |
| 08-05 - 09-05-2010 | Royal Tour Damer I                                              | 2                              | +14 (79-75-70=224)               | Brønderslev Golfklub                     | D           | [ 58 ]                                          |
| 12-06 - 13-06-2010 | Rudersdal Open                                                  | 3                              | +10 (75-73-75=223)               | Furesø Golfklub                          | F           | Juniorturnering                                 |
| 25-06 - 27-06-2010 | DM i hulspil                                                    | 4                              | Hulspil                          | Søllerød Golfklub                        | D           | [ 60 ]                                          |
| 12-07 - 14-07-2010 | Junior Open                                                     | T11                            | +30 (77-77-89=243                | Lundin, Fife                             | B           | Juniorturnering                                 |
| 20-07 - 22-07-2010 | Danish Junior Ladies                                            | 1                              | -3 (71-71-71=213)                | Smørum Golfcenter                        | F           | Vinder - Juniorturnering                        |
| 30-07 - 01-08-2010 | DM I slagspil                                                   | 10                             | +26 (77-76-73-84=310)            | Hjørring Golfklub                        | C           | [ 62 ]                                          |
| 21-08 - 22-08-2010 | Royal Tour Damer III                                            | T5                             | +24 (78-81-78=222)               | Golfclub Storådalen                      | D           |                                                 |
| 25-08 - 28-08-2010 | Belgian International Juniors                                   | T8                             | +15 (73-76-78-77=303)            | Royal Golf Club of Belgium - Ravenstein  | C           | Juniorturnering                                 |
| 14-09 - 16-09-2010 | Duke of York Young Champions                                    | 8                              | +20 (82-75-76=233)               | Royal St George's                        | B           | Juniorturnering                                 |
| 23-09 - 25-09-2010 | European Ladies Club Trophy                                     | 4                              | +2 (73-73=146)                   | Corfu Golf Club                          | D           | Europæisk klubmesterskab                        |
| 21-04 - 25-04-2011 | Internationaux de France Juniors Filles                         | MC                             | +14 (76-82=158)                  | Saint Cloud                              | B           | Juniorturnering                                 |
| 07-05 - 08-05-2011 | Royal Tour Damer I                                              | 2                              | +12 (80-75-73=228)               | Løgstør                                  | E           | [ 65 ]                                          |
| 27-05 - 29-05-2011 | Skandia Junior Open                                             | 11                             | +18 (73-83-78=234)               | Falkenbergs                              | E           | Juniorturnering                                 |
| 11-06 - 12-06-2011 | Rudersdal Open                                                  | T8                             | +9 (74-72-76=222)                | Furesø                                   | E           | Juniorturnering                                 |
| 05-07 - 09-07-2011 | European Girls Team Stroke Play                                 | 9 (hold) - (24 individuelt)    | +4 (77-71=148)                   | IS Molas                                 | B           | Juniorholdturnering                             |
| 14-07 - 17-07-2011 | Danish International Ladies Amateur Championship                | 3                              | +12 (77-74-74-75=300)            | Silkeborg Ry Golf Club                   | C           |                                                 |
| 20-07 - 23-07-2011 | European Ladies Amateur Championship                            | MC                             | +22 (74-89-75=238)               | Noordwijkse                              | A           | [ 68 ]                                          |
| 29-07 - 31-07-2011 | DM i slagspil                                                   | MC                             | +16 (85-73-74=232)               | Aarhus Aadal Golf Club                   | C           | [ 69 ]                                          |
| 03-08 - 04-08-2011 | DM for piger i hulspil                                          | T5                             | Hulspil                          | Struer Golfklub                          | F           | Juniorturnering - Elimineret i 1/4-finalen      |
| 20-08 - 21-08-2010 | Royal Tour Damer III                                            | 3                              | +6 (74-73-69=216)                | Hillerød Golfklub                        | D           | [ 71 ]                                          |
| 05-04 - 07-04-2012 | Internationaux De France Juniors                                | MC                             | Slagspil efterfulgt af hulspil   | St Cloud                                 | B           | Juniorturnering - Elimineret efter slagspil     |
| 07-04 - 09-04-2012 | Internationaux De France Juniors (Trophee Claude-Roger Cartier) | T5                             | Hulspil                          | St Cloud                                 | D           | Juniorturnering - Elimineret efter 1/4-finalen  |
| 01-06 - 03-06-2012 | German Girls Open                                               | 8                              | -3 (69-71-73=212)                | St Leon-Rot                              | C           | Juniorturnering                                 |
| 09-06 - 10-06-2012 | DGU Elite Tour damer II                                         | 1                              | +6 (76-75-71=222)                | Søhøjlandets Golf Resort                 | C           | Vinder                                          |
| 16-06 - 17-06-2012 | Wiibroe Cup                                                     | 4                              | +7 (73-71-76=220)                | Helsingør Golf Club                      | C           | [ 75 ]                                          |
| 29-06 - 01-07-2012 | DM i hulspil                                                    | 1                              | Hulspil                          | Rungsted Golf Klub                       | C           | Vinder                                          |
| 10-07 - 14-07-2012 | European Girls Team Championship                                | 3 (hold) – T62 (individuelt)   | +7 (78-73=151)                   | St Leon-Rot                              | A           | Juniorturnering                                 |
| 20-07 - 22-07-2012 | Danish International Ladies Amateur Championship                | MC                             | +25 (79-79-83=241)               | Silkeborg Ry Golf Club                   | C           | [ 78 ]                                          |
| 25-07 - 28-07-2012 | European International Amateur                                  | T30                            | +3 (69-76-70-72=287)             | Diners G&CC, Ljubljana                   | A           | [ 79 ]                                          |
| 13-08 - 17-08-2012 | Girls' British Open Amateur                                     | T17                            | Slagspil efterfulgt af hulspil   | Tenby                                    | B           | Juniorturnering - Elimineret efter 1/16-finalen |
| 07-09 - 09-09-2012 | DM i slagspil                                                   | 3                              | +20 (80-75-79-74=308)            | Lübker Golf Club                         | C           | [ 80 ]                                          |
| 27-09 - 30-09-2012 | World Amateur Team Championships                                | T15 (hold) – T56 (individuelt) | +9 (77-75-73-72=297)             | Gloria GC                                | A           | Holdturnering                                   |
| 13-03 - 16-03-2013 | European Nations Cup Individual                                 | 6 (hold - 22 (individuelt)     | +22 (83-75-78-74=310)            | Sotogrande                               | B           | Holdturnering                                   |
| 28-03 - 01-04-2013 | Internationaux de France Juniors Filles                         | T17                            | Slagspil efterfulgt af hulspil   | Saint Cloud                              | A           | Juniorturnering - Elimineret i 1/16-finale      |
| 11-05 - 12-05-2013 | DGU Elite Tour damer I                                          | T2                             | -11 (68-72-65=205)               | Asserbo Golf Club                        | C           | [ 84 ]                                          |
| 31-05 - 02-06-2013 | Danish International Ladies Amateur Championship                | 2                              | +10 (79-67-73-79=298)            | Silkeborg Ry Golf Club                   | C           | [ 85 ]                                          |
| 11-06 - 15-06-2013 | Ladies' British Open Amateur Championship                       | T17                            | Slagspil efterfulgt af hulspil   | Machynys Peninsula G&CC                  | A           | Elimineret i 1/16-finalen                       |
| 21-06 - 23-06-2013 | DM i hulspil                                                    | T3                             | Hulspil                          | Varde Golf Club                          | D           | Elimineret i 1/2-finalen                        |
| 29-06 - 30-06-2013 | Rudersdal Open                                                  | 3                              | +10 (74-75-74=223)               | Furesø Golfklub                          | D           | Juniorturnering                                 |
| 09-07 - 13-07-2013 | European Amateur Team Championship                              | 5                              | Slagspil efterfulgt af hulspil   | Fulford Golf Club                        | A           | Holdturnering                                   |
| 24-07 - 27-07-2013 | International European Amateur                                  | 13                             | +4 (70-72-74-72=288)             | Aura Golf, Turku                         | A           | [ 90 ]                                          |
| 17-08 - 18-08-2013 | DGU Elite Tour Damer III                                        | T2                             | +7 (73-69-78=220)                | Struer Golfklub                          | E           | [ 91 ]                                          |
| 06-09 - 08-09-2013 | DM i slagspil                                                   | 1                              | +2 (72-71-75=218)                | Lyngbygård Golf Club                     | D           | Vinder                                          |
| 21-09 - 22-09-2013 | DGU Elite Tour Damer Finale                                     | T2                             | +6 (72-77-70=219)                | Henne Golfklub                           | D           | [ 93 ]                                          |
| 26-09 - 28-09-2013 | European Ladies Club Trophy                                     | 1 (hold) – 1 (individuelt)     | -17 (65-66-65=196)               | St Sofia GC & Spa                        | C           | Vinder - Europæisk klubmesterskab               |
| 11-10 - 13-10-2013 | Internationaux de France - Trophee Cecile de Rothschild         | 2                              | -7 (67-74-70-70=281)             | Golf de Morfontaine                      | B           | [ 95 ]                                          |
| 26-02 - 02-03-2014 | Spanish Ladies Amateur                                          | T9                             | Slagspil efterfulgt af hulspil   | El Saler                                 | A           | Elimineret efter 1/8-finalen                    |
| 05-03 - 08-03-2014 | European Nations Cup Individual                                 | 1                              | +6 (76-71-73–74=294)             | RCG Sotogrande                           | A           | Vinder                                          |
| 17-04 - 21-04-2014 | Internationaux de France Juniors Filles                         | 9                              | Slagspil efterfulgt af matchplay | Saint Cloud                              | A           | Juniorturnering - Elimineret efter slagspil     |
| 31-05 - 01-06-2014 | DGU Elite Tour damer II                                         | 1                              | +2 (74-67-73=214)                | Storådale Golf Club                      | C           | Vinder                                          |
| 02-07 - 05-07-2014 | Danish International Ladies Amateur Championship                | 1                              | -3 (71-71-71-68=281)             | Silkeborg Ry Golf Club                   | B           | Vinder                                          |
| 08-07 - 12-07-2014 | European Ladies' Team Championship                              | T7 (hold) - T18 (individuelt)  | +1 (71-72=143)                   | G&CC Ljubljana                           | A           | [ 101 ]                                         |
| 23-07 - 26-07-2014 | European Ladies Amateur Championship                            | T3                             | -6 (70-72-70-70=282)             | Estonian G&CC                            | Elite       | [ 102 ]                                         |
| 03-09 - 06-09-2014 | Espirito Santo Trophy                                           | T12                            | -9 (69-72-70-68=279)             | Karuizawa                                | Elite       | [ 103 ]                                         |
| 28-09 - 30-09-2014 | Annika Intercollegiate                                          | 1 (hold) – T9 (individuelt)    | -4 (69-75-70=214)                | Orlando, Florida                         | A           | College                                         |
| 10-10 - 12-10-2014 | Ruth's Chris Tar Heel                                           | 2 (hold) – T5 (individuelt)    | -1 (69-72-74=215)                | Chapel Hill, North Carolina              | A           | College                                         |
| 17-10 - 19-10-2014 | Mercedes-Benz Intercollegiate                                   | 1 (hold) – 1 (individuelt)     | -1 (72-69-71=212)                | Cherokee Country Club, Tennessee         | A           | Vinder – College                                |
| 24-10 - 26-10-2014 | The Landfall Tradition                                          | T3 (hold) – 2 (individuelt)    | -6 (66-72-70=210)                | Country Club of Landfall, North Carolina | A           | College                                         |

### Professionelle turneringer
Nanna Koerstz Madsen kvalificerede sig både resultatmæssigt og gennem invitationer til at deltage i professionelle turneringer allerede fra 2012 som amatør.
Nedenstående skema oplister de professionelle turneringer, som Nanna Koerstz Madsen deltog i som amatør.
| Dato               | Turnering                       | Nr. | Score              | Bane         | Tour                               | Bemærkning               |
| ------------------ | ------------------------------- | --- | ------------------ | ------------ | ---------------------------------- | ------------------------ |
| 10-05 - 12-05-2012 | Kristianstad Ahus Ladies Open   | T6  | +11 (73-78-76=227) | Kristianstad | Ladies European Tour Access Series | Anden bedste amatør      |
| 16-05 - 18-05-2012 | Ljungbyhed Park PGA Ladies Open | T3  | +3 (73-74-69=216)  | Ljungbyhed   | Ladies European Tour Access Series | Tredje bedste amatør     |
| 16-05 - 18-05-2013 | Kristianstad Åhus Ladies Open   | T16 | +10 (75-76-75=226) | Kristianstad | Ladies European Tour Access Series | Delt anden bedste amatør |
| 22-05 - 24-05-2013 | A6 Ladies Open                  | 1   | -6 (73-71-66=210)  | Jönköping    | Nordea Tour                        | [ 111 ]                  |
| 15-05 - 17-05-2014 | Kristianstad Åhus Ladies Open   | 7   | +2 (72-71-75=218)  | Kristianstad | Ladies European Tour Access Series | Delt anden bedste amatør |

### Kvalifikation til professionel
På baggrund af sine flotte resultater, som amatør, i 2014 sæsonen var Nanna Koerstz Madsen direkte kvalificeret til at kunne deltage i den endelige kvalifikationsrunde med henblik på optagelse på 2015 Ladies European Tour. Kvalifikationsturneringen foregik i perioden 17. – 21. december 2014 ved Samanah al Maaden Golf Club i Marokko.
Nanna Koerstz Madsen valgte at deltage i kvalifikationen stadig som amatør, da reglerne foreskrev, at man kunne beholde sin status som amatør såfremt man ikke opnåede kvalifikation til Ladies European Tour.
På den første turneringsdag spillede Nanna Koerstz Madsen på Al Maaden banen og gik runden i 3 slag under par i 69 slag. Dette rakte til en delt tredjeplads ud af de 120 deltagende spillere. Hun fulgte godt op på andendagen på Samanah banen med 2 slag under par i 70 slag og samlet 5 under par. Dette rakte til en delt andenplads. På tredjedagen var det tilbage på Al Maaden banen, hvor Nanna Koerstz Madsen gik runden i 1 slag under par i 71 slag. Dette betød en lille tilbagegang i det samlede regnskab og hun kunne overnatte på en delt 5. plads. Fjerde og sidste dag før cuttet blev endnu en fin dag for Nanna Koerstz Madsen på Samanah banen. Hun spillede sig solidt gennem runden og endte med 2 slag under bar i 70 slag. Dette sendte hende på 8 slag under par totalt og en delt andenplads. Dermed var medlemskabet på 2015 Ladies European Tour sikret og den sidste dag skulle kun vise om hun kunne komme i top 30, hvilket ville give en bedre kategori for medlemskabet.
Sidste runde foregik på Al Maaden banen, hvor Nanna Koerstz Madsen leverede en pragtrunde i 9 slag under par i 63 slag. Samlet blev det til 17 slag under par for turneringen. Dette resultat bragte hende helt op på en førsteplads og dermed vinder af turneringen og klart indenfor grænsen af de bedste 30, hvorfor hun kunne tildeles 2015 Ladies European Tour medlemskabet i kategori 8a, der betød fuldt medlemskab.

## Professionel
Umiddelbart efter turneringssejren ved kvalifikation til Ladies European Tour den 21. december 2014 meddelte Nanna Koerstz Madsen i et interview med Politiken at hun blev professionel med øjeblikkelig virkning. Denne beslutning betød, at hun kunne beholde førstepræmien, som hun vandt ved turneringen på € 5.000.
Efterfølgende er listet Nanna Koerstz Madsen indtjente præmiepenge som professionel.
| År   | Præmiepenge | Antal turneringer | Gennemsnitsindtjening | Slag i gennemsnit |
| ---- | ----------- | ----------------- | --------------------- | ----------------- |
| 2015 | €20.300,00  | 2                 | €10.150,00            | 73,0              |

Opdateret pr. 1. marts 2015.

### Ladies European Tour
Som vinder af kvalifikationen til 2015 Ladies European Tour trådte Nanna Koerstz Madsen direkte ind på Ladies European Tour ved 2015 sæsonens begyndelse.
Nedenstående skema oplister de Ladies European Tour turneringer, som Nanna Koerstz Madsen har deltager i.
| Ladies European Tour | Ladies European Tour     | Ladies European Tour | Ladies European Tour | Ladies European Tour | Ladies European Tour | Ladies European Tour | Ladies European Tour | Ladies European Tour |
| Dato                 | Turnering                | Nr.                  | Score                | Bane                 | Præmie               | Total præmie         | Bemærkning           |                      |
| -------------------- | ------------------------ | -------------------- | -------------------- | -------------------- | -------------------- | -------------------- | -------------------- | -------------------- |
| 12-02 - 15-02-2015   | RACV Ladies Masters      | MC                   | +8 (78-76=154)       | Royal Pines Resort   | €0                   | €250.000             | [ 121 ]              |                      |
| 27-02 - 01-03-2015   | New Zealand Women's Open | 3                    | -9 (67-69-71=207)    | Clearwater Golf Club | €20.300,00           | €200.000             | [ 122 ]              |                      |

## Udmærkelser
- Årets danske kvindelige golftalent 2014[123]. Uddeles hvert år af Golf Klub Danmark til danske golftalenter, som det forgangne år har vist flotte resultater på golfbanen. Prisen blev delt med Emily Kristine Pedersen.
- Nr. 4 i afstemningen om Årets Fund 2014[124]. Uddeles hvert år af Danmarks Idrætsforbund, Team Danmark og Politiken efter indstilling fra 28 specialforbund.

## Eksterne links
- Nanna Koerstz Madsens profil på World Amateur Golf Ranking
- Nanna Koerstz Madsen Arkiveret 15. februar 2015 hos  Wayback Machines profil på Ladies European Tour
- Nanna Koerstz Madsens profil på Olympics.com (engelsk)
- Nanna Koerstz Madsens profil på Sports-Reference OL-resultater (arkiveret) (engelsk)
- Nanna Koerstz Madsens profil på Olympedia (engelsk)
- Nanna Koerstz Madsens profil hos LPGA (engelsk)